# Giuseppe Farina (calciatore)
Giuseppe Farina (Recanati, 4 luglio 1927 – Recanati, 23 settembre 1995) è stato un calciatore italiano, di ruolo terzino destro.

## Caratteristiche tecniche
Dopo un inizio di carriera da ala destra arretra progressivamente sulla linea difensiva.

## Carriera

### Club
Cresce nelle giovanili della sua Recanatese, per poi passare alla Maceratese insieme al fratello maggiore Ettore. Esplode al Chieti prima di comparire sulla scena calcistica nazionale con la maglia dell'Udinese, contribuendo con 4 reti nella stagione 1949-1950 alla prima promozione in Serie A della storia dei friulani. Resta all'Udinese anche per la stagione successiva nella quale esordisce in massima serie, quindi nell'estate 1951 si trasferisce al Torino, del quale diviene un titolare inamovibile per tre stagioni, non particolarmente felici per i granata che alle prese con una difficile rifondazione dopo Superga non vanno oltre a piazzamenti a centro classifica.
Trasferitosi nel 1954 alla Sampdoria, costituisce per quattro anni un punto fermo nella retroguardia blucerchiata, contribuendo al sesto posto della stagione 1955-1956 e al quinto posto della stagione 1956-1957. Con la formazione genovese aumentano anche le possibilità di proporsi in fase offensiva, che gli permettono di andare a segno 3 volte (le sue uniche realizzazione in massima serie). Fa registrare il record di presenze consecutive in Serie A, 219 (96 col Torino e 123 con la Sampdoria), record poi superato e oggi detenuto da Dino Zoff.
Nel marzo 1958 è protagonista di un triste episodio: sua moglie muore di parto mentre lui stava disputando la partita Sampdoria-Bologna.
Nel 1958 torna coi granata – nel frattempo divenuti Talmone Torino –, concludendo la stagione con l'ultimo posto in classifica. Nell'annata successiva, l'ultima di Farina nel calcio di vertice, scende in campo 5 volte. Conclude la carriera nella Recanatese, di cui diventa in seguito allenatore.
In carriera ha totalizzato complessivamente 297 presenze e 3 reti in Serie A.

#### Nazionale
Farina ha disputato una partita della Nazionale di calcio italiana: scese in campo in una partita valida per la Coppa Internazionale a Berna l'11 novembre 1956 in Svizzera-Italia (1-1).

## Statistiche

### Cronologia presenze e reti in nazionale
| Cronologia completa delle presenze e delle reti in nazionale ― Italia | Cronologia completa delle presenze e delle reti in nazionale ― Italia | Cronologia completa delle presenze e delle reti in nazionale ― Italia | Cronologia completa delle presenze e delle reti in nazionale ― Italia | Cronologia completa delle presenze e delle reti in nazionale ― Italia | Cronologia completa delle presenze e delle reti in nazionale ― Italia | Cronologia completa delle presenze e delle reti in nazionale ― Italia | Cronologia completa delle presenze e delle reti in nazionale ― Italia |
| Data                                                                  | Città                                                                 | In casa                                                               | Risultato                                                             | Ospiti                                                                | Competizione                                                          | Reti                                                                  | Note                                                                  |
| --------------------------------------------------------------------- | --------------------------------------------------------------------- | --------------------------------------------------------------------- | --------------------------------------------------------------------- | --------------------------------------------------------------------- | --------------------------------------------------------------------- | --------------------------------------------------------------------- | --------------------------------------------------------------------- |
| 11-11-1956                                                            | Berna                                                                 | Svizzera                                                              | 1 – 1                                                                 | Italia                                                                | Coppa Internazionale                                                  | -                                                                     |                                                                       |
| Totale                                                                |                                                                       | Presenze                                                              | 1                                                                     |                                                                       | Reti                                                                  | 0                                                                     |                                                                       |